# بییانوئبا دل کامپییو
بییانوئبا دل کامپییو دهستانی در استان آبیلای اسپانیا است.
در این دهستان طبق آخرین سرشماری در سال 2006 جمعیتی بالغ بر 256 نفر را درخود جای داده است. مساحت این دهستان ۴۶٫۰۱ کیلومتر مربع است.
یکی از مواردی که با آن، این روستا شناخته میشود، سازه های باستانی آن با نام وراکو است. این سازه باستانی که نیمی از آن تنها دفن شده بود پس از نصب نیمه دوم آن بازسازی شد.